# Elsa Jacquemot

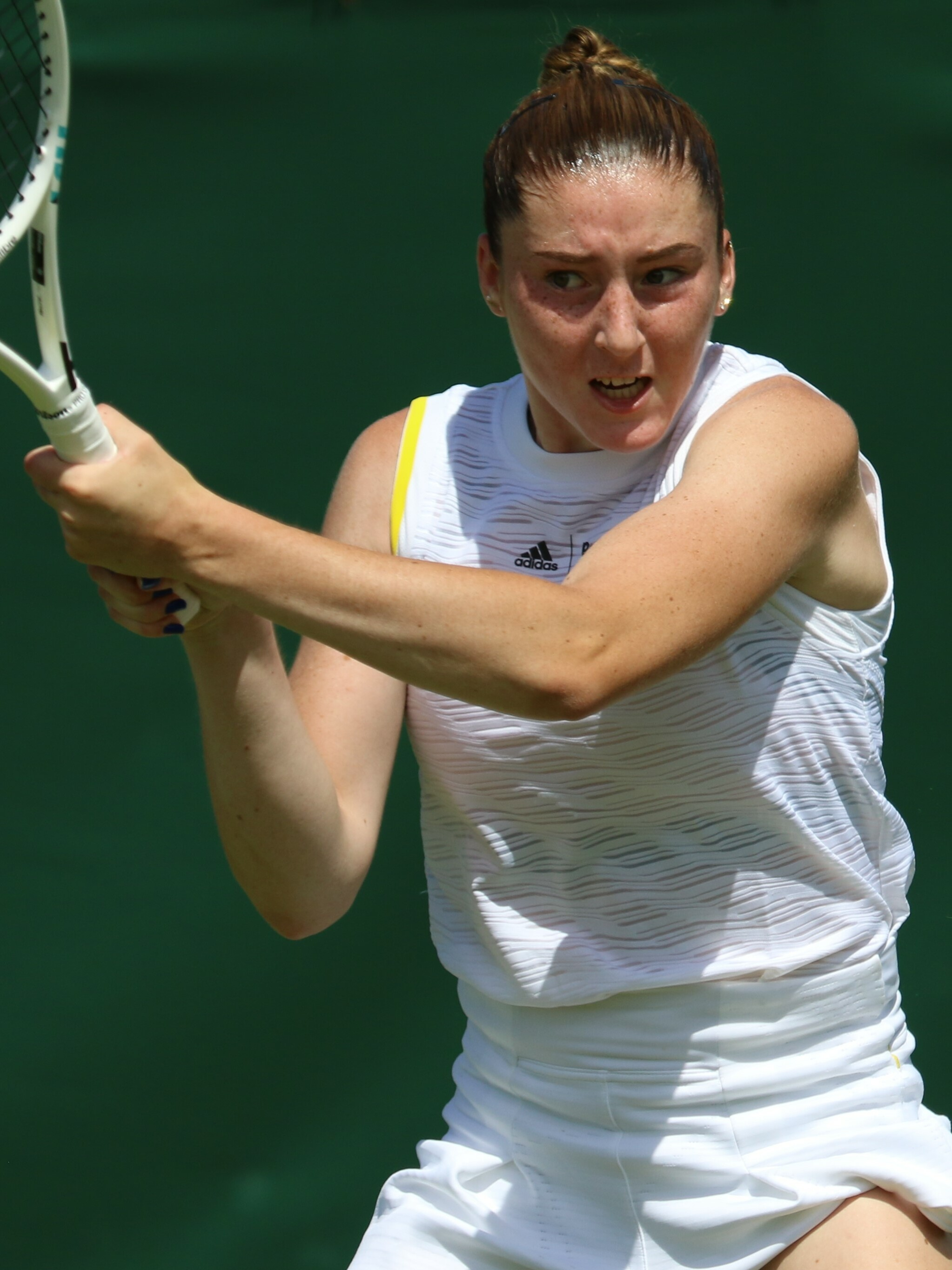
Wimbledon 2022 (kwalificatie)

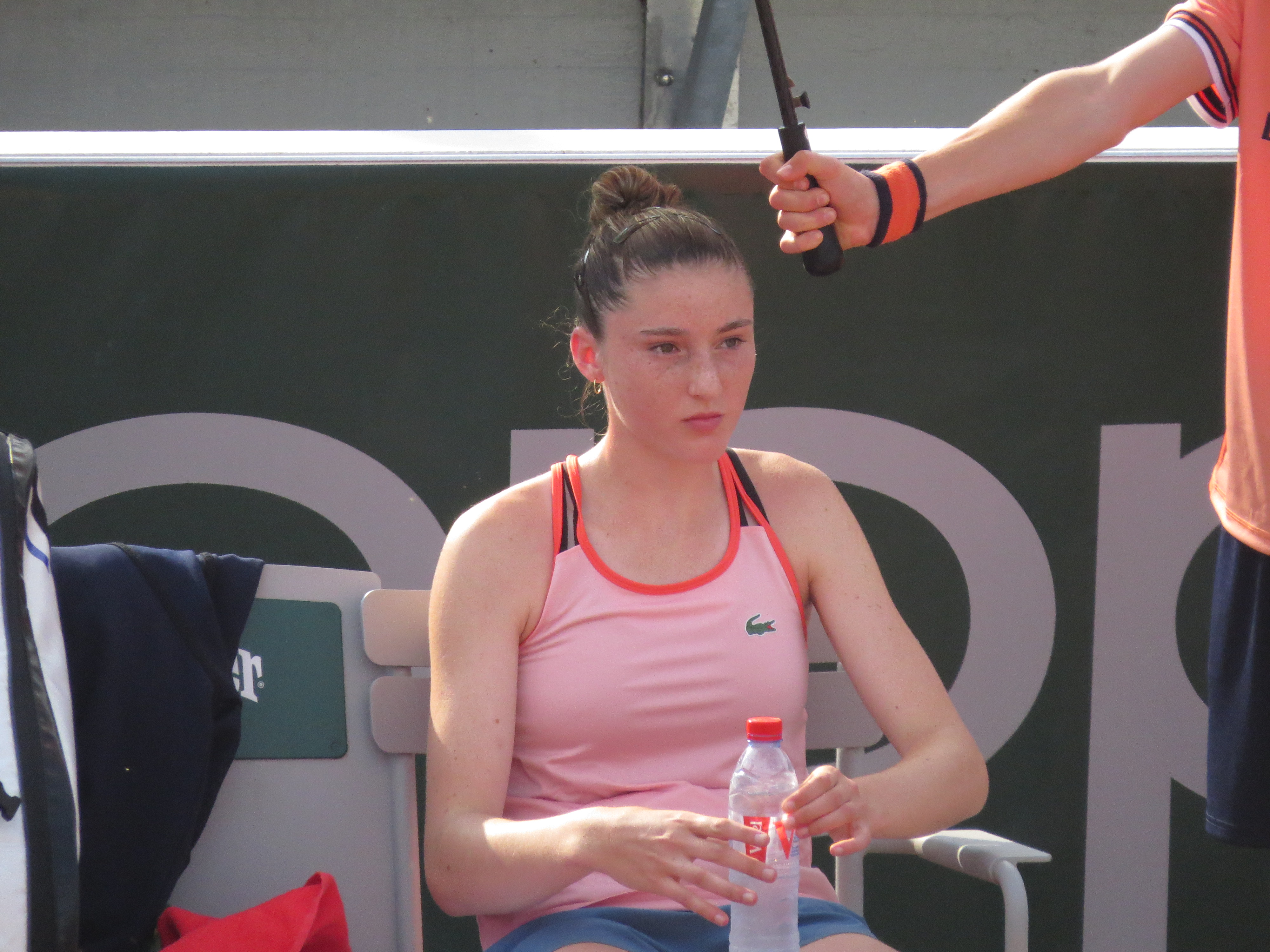
Roland Garros 2019 (kwalificatie)

Elsa Jacquemot (Lyon, 3 mei 2003) is een tennisspeelster uit Frankrijk. Zij begon op vijfjarige leeftijd met het spelen van tennis. Zij is actief in het internationale tennis sinds 2018.

## Loopbaan
In 2019 kreeg Jacquemot een wildcard voor de kwalificatie van Roland Garros.
In 2020 speelde zij in Lyon haar eerste WTA-toernooi, en kreeg zij een wildcard voor Roland Garros, waarmee zij voor het eerst een grandslamtoernooi speelde, zowel in het enkel- als in het dubbelspel. Op het juniorentoernooi van Roland Garros 2020 won zij de titel in het meisjesenkelspel. In oktober werd zij het nummer één bij de junioren.
In 2022 won Jacquemot haar eerste enkelspeltitel op het 100k-ITF-toernooi van Dubai – daarmee kwam zij binnen op de top 150 van de wereldranglijst.
Jacquemot stond in 2023 voor het eerst in een WTA-finale, op het toernooi van Limoges – zij verloor van de Spaanse Cristina Bucșa.
In 2024 won zij haar eerste WTA-titel, op het dubbelspeltoernooi van Limoges samen met landgenote Margaux Rouvroy.
Op Roland Garros 2025, waar zij met een wildcard was toegelaten, bereikte Jacquemot de derde ronde. In juli trad zij toe tot de mondiale top 100 van het enkelspel.

## Posities op deWTA-ranglijst
Positie per einde seizoen:
| jaar | rang enkelspel | rang dubbelspel |
| ---- | -------------- | --------------- |
| 2018 | 1224           | –               |
| 2019 | 821            | –               |
| 2020 | 532            | 996             |
| 2021 | 314            | 677             |
| 2022 | 203            | 344             |
| 2023 | 167            | 479             |
| 2024 | 150            | 786             |

## Resultaten grandslamtoernooien
| Legenda | Legenda                          |
| ------- | -------------------------------- |
| g.t.    | geen toernooi gehouden           |
| l.c.    | lagere categorie                 |
| –       | niet deelgenomen                 |
| G       | uitgeschakeld in de groepsfase   |
| 1R      | uitgeschakeld in de eerste ronde |
| 2R      | uitgeschakeld in de tweede ronde |
| 3R      | uitgeschakeld in de derde ronde  |
| 4R      | uitgeschakeld in de vierde ronde |
| KF      | uitgeschakeld in de kwartfinale  |
| HF      | uitgeschakeld in de halve finale |
| F       | de finale verloren               |
| W       | het toernooi gewonnen            |
| w-v     | winst/verlies-balans             |

### Enkelspel
| toernooi        | 2020 | 2021 | 2022 | 2023 | 2024 | 2025 |
| --------------- | ---- | ---- | ---- | ---- | ---- | ---- |
| Australian Open | –    | –    | –    | –    | –    | –    |
| Roland Garros   | 1R   | 1R   | 2R   | –    | 1R   | 3R   |
| Wimbledon       | g.t. | –    | –    | –    | 1R   | 2R   |
| US Open         | –    | –    | –    | 1R   | –    |      |

### Vrouwendubbelspel
| toernooi        | 2020 | 2021 | 2022 | 2023 | 2024 |
| --------------- | ---- | ---- | ---- | ---- | ---- |
| Australian Open | –    | –    | –    | –    | –    |
| Roland Garros   | 1R   | 1R   | 1R   | 1R   | 1R   |
| Wimbledon       | g.t. | –    | –    | –    | –    |
| US Open         | –    | –    | –    | –    | –    |

## Palmares
| Legenda                 |
| ----------------------- |
| Grandslamtoernooi       |
| Olympische Spelen       |
| Year-End Championships  |
| Premier Mandatory       |
| Premier Five / WTA 1000 |
| Premier / WTA 500       |
| International / WTA 250 |
| Challenger / WTA 125    |

### WTA-finaleplaatsen enkelspel
| nr.              | finale     | toernooi          | ondergrond    | tegenstandster  | score         |         |
| ---------------- | ---------- | ----------------- | ------------- | --------------- | ------------- | ------- |
| gewonnen finales |            |                   |               |                 |               |         |
| geen             |            |                   |               |                 |               |         |
| verloren finales |            |                   |               |                 |               |         |
| 1.               | 2023-12-17 | WTA Limoges       | hardcourt (i) | Cristina Bucșa  | 6-2, 1-6, 2-6 | details |
| 2.               | 2025-07-13 | WTA Contrexéville | gravel        | Francesca Jones | 4-6, 6-7      | details |

### WTA-finaleplaatsen vrouwendubbelspel
| nr.              | finale     | toernooi    | ondergrond    | partner         | tegenstandsters                    | score    |         |
| ---------------- | ---------- | ----------- | ------------- | --------------- | ---------------------------------- | -------- | ------- |
| gewonnen finales |            |             |               |                 |                                    |          |         |
| 1.               | 2024-12-15 | WTA Limoges | hardcourt (i) | Margaux Rouvroy | Erika Andrejeva Séléna Janicijevic | 6-4, 6-3 | details |
| verloren finales |            |             |               |                 |                                    |          |         |
| geen             |            |             |               |                 |                                    |          |         |